# عیوض‌لی‌لار
عیوض‌لی‌لار (به لاتین: Eyvazlılar) یک منطقه مسکونی در جمهوری آذربایجان است که در شهرستان گران‌بوی واقع شده است. عیوض‌لی‌لار ۵۱۵ نفر جمعیت دارد.